# Przeznaczenie Evy
Przeznaczenie Evy (hiszp. Eva la Trailera) – amerykańska telenowela z 2016 roku. W rolach głównych Edith González i Arap Bethke.

## Wersja polska
Telenowela była emitowana w polskiej telewizji od 25 listopada 2016 od poniedziałku do piątku o godz. 15.50 (CET – Berlin, Paryż) oraz 15.40 (CST – Chicago) i 16.40 (EST – Nowy Jork, Toronto) w iTVN. Opracowaniem wersji polskiej zajęła się telewizja TVN. Autorem tekstu był Michał Marrodan. Lektorem serialu był Mirosław Utta. Ostatni 122. odcinek wyemitowano 16 maja 2017.

## Obsada
- Edith González jako Eva Soler González
- Arap Bethke jako Pablo Contreras
- Jorge Luis Pila jako Armando Montes
- Erika de la Rosa jako Marlene Palacios
- Javier Díaz Dueñas jako Martín Contreras
- Vanessa Bauche jako Soraya Luna de Mogollón
- Sofía Lama jako Elizabeth „Betty” Cárdenas
- Henry Zakka jako Robert Monteverde
- Antonio Gaona jako Andrés „Andy” Palacios
- Katie Barberi jako Cynthia Monteverde
- Karen Sentíes jako Carmen Soler González de Martínez
- Minnie West jako Adriana Montes Soler
- Adrián Carvajal jako Jota Jota „J.J.” Juárez
- Jonathan Freudman jako Robert „Bobby” Monteverde Jr. / Luis Mogollón Luna
- Michelle Vargas jako Sofía Melgar Soler
- Jorge Eduardo García jako Diego Contreras
- Nicolle Apollonio jako Fabiola Montes Soler
- Martha Fox jako Bertha Soler
- Dayana Garroz jako Marisol Campos
- Alfredo Huereca jako Evencio Martínez
- Roberto Mateos jako Francisco „Pancho” Mogollón
- Mónica Sánchez Navarro jako Federica Mirabal
- Paloma Márquez jako Virginia Blanco
- Ana Osorio jako Camila Rosas
- María Raquenel jako Rebeca Marín
- Maritza Bustamante jako Ana María Granados
- Omar Germenos jako Reynaldo Santacruz
- Gabriela Borges jako Teresa Aguilar
- Ariel Texido jako Víctor Olivares
- Raúl Arrieta jako Salvador Méndez
- Gustavo Pedraza jako Esteban Corrales
- Cristal Avilera jako Viviana
- Tony Vela jako Antonio „El Chivo” García
- Carlos Acosta-Milian jako Vicente
- Alpha Acosta jako Anastasia Soler
- Francisco Porras jako Enrique Arenas
- María Antonieta Castillo jako Leyla Paredes
- Jamie Sasson jako Melissa
- Arianna Coltellacci jako Elisa
- Olegario Pérez jako Javier Ardides
- Yamil Sesín jako Aristóbulo Cepeda
- Adrián Matos jako Óscar
- Eduardo Schilinsky jako Ernesto Soler
- Christian Cataldi jako Jorge
- Denisse Novell jako dyrektorka

## Nagrody i nominacje
| Rok  | Nagroda          | Kategoria                                             | Osoba                        | Wynik     |
| ---- | ---------------- | ----------------------------------------------------- | ---------------------------- | --------- |
| 2016 | Premios Tu Mundo | Ulubiona telenowela lub serial                        | –                            | Nominacja |
| 2016 | Premios Tu Mundo | Ulubiony protagonista w telenoweli lub serialu        | Arap Bethke                  | Nominacja |
| 2016 | Premios Tu Mundo | Ulubiony protagonista w telenoweli lub serialu        | Jorge Luis Pila              | Nominacja |
| 2016 | Premios Tu Mundo | Najlepsza zła postać kobieca w telenoweli lub serialu | Erika de la Rosa             | Wygrana   |
| 2016 | Premios Tu Mundo | Najlepsza zła postać kobieca w telenoweli lub serialu | Sofía Lama                   | Nominacja |
| 2016 | Premios Tu Mundo | Ulubiona protagonistka w telenoweli lub serialu       | Edith González               | Nominacja |
| 2016 | Premios Tu Mundo | Ulubiona aktorka w telenoweli lub serialu             | Vanessa Bauche               | Nominacja |
| 2016 | Premios Tu Mundo | Ulubiony aktor w telenoweli lub serialu               | Roberto Mateos               | Nominacja |
| 2016 | Premios Tu Mundo | Idealna para w telenoweli lub serialu                 | Edith González & Arap Bethke | Nominacja |
| 2016 | Premios Tu Mundo | Objawienie roku                                       | Nicole Apollonio             | Nominacja |